# سوچیگل
سوچیگل (انگلیسی: Sochigel; ۱ ژانویهٔ ۱۲۰۰ – ۱ ژانویهٔ ۱۳۰۰) اهل مغولستان همسر غیر ارشد یا صیغه یسوکای بهادر، رئیس کنفدراسیون خاماگ مغول و پدر چنگیز خان بود. فرزندان سوچیگل خواهر و برادر ناتنی چنگیز خان بودند و شامل بهتر و بلگوتی بودند، دومی یکی از مشاوران چنگیز خان شد.